# Keistraat (Utrecht)
De Keistraat is een straat in het centrum van de Nederlandse stad Utrecht.

## Geschiedenis
De straat is pas na de middeleeuwen aangelegd. De grond behoorde in de middeleeuwen tot de immuniteit van Sint-Pieter (Pieterskerk). Na de Reformatie (circa 1580) werd in de stad op grote schaal katholiek grondbezit ontnomen en daarop zijn tal van nieuwe straten aangelegd in de daarop volgende honderd jaar. Van burgemeester Hendrick Moreelse stamt het plan de Keistraat aan te leggen tussen de Achter St.-Pieter en de Kromme Nieuwegracht. De aanleg vond omstreeks 1663 plaats over een perceel van de jonkheer van Buyren en de straat stond in de beginperiode bekend als de Van Buerenstraat of de Buerestraat.
In de Keistraat bevindt zich een vijftal monumentale panden. Daarvan dateren de panden op de nummers 3, 5 en 9 uit de beginperiode. Wellicht het opmerkelijkste gebouw in de Keistraat is woonhuis De Krakeling op de hoek met de Achter St.-Pieter. Het dateert eveneens uit de beginperiode en is gebouwd in opdracht van de jonkheer en dichter Everard Meyster. Deze excentriekeling was enkele jaren eerder de aanstichter van een ludieke verplaatsing van een zwerfsteen, de Amersfoortse Kei, naar Amersfoort. Na afloop tracteerde hij vervolgens op onder meer krakelingen en liet hij dit woonhuis bouwen. Onder meer de huisnaam verwijst naar deze gebeurtenis. In de volksmond kwam zodoende de straat bekend te staan als de Keistraat; een straatnaam die later officieel zou worden.
Het monumentale pand op nummer 24 is dat van sociëteit "de Vriendschap" en is gebouwd rond 1865.
3e Buurkerksteeg ·
A.B.C.-straat ·
Abraham Dolesteeg ·
Achter de Dom ·
Achter St.-Pieter ·
Agnietenstraat ·
Ambachtstraat ·
Annastraat ·
Bakkerstraat ·
Breedstraat ·
Boothstraat ·
Boterstraat ·
Brigittenstraat ·
Bijlhouwerstraat ·
Catharijnekade ·
Catharijnesingel ·
Choorstraat ·
Croeselaan ·
Domplein ·
Domstraat ·
Donkere Gaard ·
Donkerstraat ·
Dorstige Hartsteeg ·
Drakenburgstraat ·
Drieharingstraat ·
Drift ·
Eligenstraat ·
Ganzenmarkt ·
Geertekerkhof ·
Hamburgerstraat ·
Hamsteeg ·
Hanengeschrei ·
Hardebollenstraat ·
Haverstraat ·
Hekelsteeg ·
Herenstraat ·
Hoogt ·
Jaarbeursplein ·
Jacobsgasthuissteeg ·
Jacobijnenstraat ·
Jansdam ·
Janskerkhof ·
Jansveld ·
Jodenrijtje ·
Keistraat ·
Keizerstraat ·
Kintgenshaven ·
Kleine Slachtstraat ·
Korte Jansstraat ·
Korte Lauwerstraat ·
Korte Minrebroederstraat ·
Korte Nieuwstraat ·
Korte Smeestraat ·
Kromme Nieuwegracht ·
Lange Elisabethstraat ·
Lange Jansstraat ·
Lange Jufferstraat ·
Lange Lauwerstraat ·
Lange Nieuwstraat ·
Lange Smeestraat ·
Lange Viestraat ·
Lauwersteeg ·
Leidseveer ·
Lichte Gaard ·
Loeff Berchmakerstraat ·
Lucasbolwerk ·
Lijnmarkt ·
Mariahoek ·
Mariaplaats ·
Massegast ·
Minrebroederstraat ·
Moreelsepark ·
Muntstraat ·
Neude ·
Nicolaas Beetsstraat ·
Nieuwegracht ·
Nobeldwarsstraat ·
Nobelstraat ·
Oudegracht ·
Oudkerkhof ·
Paardenveld ·
Pieterskerkhof ·
Pieterstraat ·
Plompetorenbrug ·
Plompetorengracht ·
Potterstraat ·
Predikherenkerkhof ·
Predikherenstraat ·
Ridderschapstraat ·
Servetstraat ·
Slachtstraat ·
St.-Jacobsstraat ·
Springweg ·
Stadhuisbrug ·
Steenweg ·
Sterrenburg ·
Strosteeg ·
Telingstraat ·
Tolsteegbarrière ·
Tolsteegbrug ·
Trans ·
Twijnstraat en Twijnstraat aan de Werf ·
Van Asch van Wijckskade ·
Vinkenburgstraat ·
Vismarkt ·
Voetiusstraat ·
Voorstraat ·
Vredenburg ·
Waterstraat ·
Wed ·
Wittevrouwenstraat ·
Wijde Begijnestraat ·
Zadelstraat ·
Zakkendragerssteeg ·
Zuilenstraat ·
Zwaansteeg